# مقاطعة ليبيريتس
مقاطعة ليبيريتس (بالتشيكية: Okres Liberec)‏ هي مقاطعة (أوكريس) في إقليم ليبيريتس في جمهورية التشيك.
عاصمة هذه المقاطعة هي مدينة ليبيريتس.

## اقرأ أيضاً
- مقاطعات جمهورية التشيك